# Body shot
Un body shot (literalmente Trago de cuerpo, trago del cuerpo, trago sobre el cuerpo o chupito sobre el cuerpo) es un trago chico de alcohol (normalmente tequila) que es bebido directamente del cuerpo de una persona, generalmente de sus zonas erógenas tales como el ombligo o los senos.
En una versión de este, quien tomara el trago tiene un vaso corto en una mano, mientras que la persona que le dará el trago, sostiene una rodaja de lima (o limón) en su boca. Quien bebe el trago chupará una parte del cuerpo de la otra persona donde pondrá sal, la cual tomará con la boca para después beber el alcohol y finalmente tomar la rodaja de la boca de la otra persona usando únicamente su boca.
Una variante de este es para el bebedor, quien deberá lamer el cuerpo de la otra persona mientras el alcohol "desciende" por su cuerpo, lo cual deberá posicionar al segundo en forma horizontal, a fin de evitar que el alcohol manche la ropa del otro y así permitiendo al que beberá el alcohol hacerlo desde, el ombligo, los senos, las nalgas e incluso del pene.